# Pinheyschna meruensis
Pinheyschna meruensis is een echte libel uit de familie van de glazenmakers (Aeshnidae).
De soort staat op de Rode Lijst van de IUCN als niet bedreigd, beoordelingsjaar 2006.
De wetenschappelijke naam van de soort werd in 1909 als Aeshna meruensis gepubliceerd door Bror Yngve Sjöstedt.